# ID2020
ID2020 — прототип цифрової системи для ідентифікації особистості. Проєкт підтримується Організацією Об'єднаних Націй, і є частиною ініціативи Цілей сталого розвитку (2030 Sustainable Development Goals). За задумом проєкту, до 2030 року планується забезпечити всіх людей на планеті цифровим ID. У проєкті беруть участь компанії Microsoft, Accenture, PricewaterhouseCoopers і Cisco Systems.
Планується, що це допоможе людям без документів, а також дозволить біженцям з різних країн отримувати доступ до освіти та охорони здоров'я в країні перебування. Міжнародний документ буде містити всю інформацію про людину, включаючи її місце роботи та освіту, а також біометричні дані, що підтверджують його особу, відбитки пальців і райдужну оболонку ока. Вся ця інформація зберігатиметься за допомогою технології блокчейн, тобто в зашифрованому вигляді в розподіленій базі даних, подібно транзакціям в криптовалюті біткойн. Таким чином, повного доступу до особистої інформації людини не буде ні в однієї організації, навіть держави. Тільки сам власник паспорта зможе давати право на перегляд або внесення змін в інформацію про себе.
Експериментальну версію платформи планується закінчити до 2020 року, і за допомогою технології блокчейн вона об'єднає всі існуючі системи ведення записів, що стосуються посвідчення особи, дозволяючи користувачам отримувати доступ до особистої інформації, де б вони не знаходилися. Наприклад, це дозволить біженцям, які покинули свою країну без свідоцтва про народження та диплома про освіту, надати докази існування цих документів за допомогою цієї системи. Одним з основних переваг технології блокчейн є те, що вона дозволяє системам різних організацій спілкуватися один з одним.

## Конспірологічні теорії
Під час пандемії коронавірусу були розповсюджені конспірологічні теорії, що Білл Гейтс під час вакцинації чипуватиме населення. У результаті розповсюдженні такої дезінформації працівники, що працюють над ID2020 отримали погрози.